# Ексамбела
Ексамбела (на гръцки: Εξάμπελα) е село на остров Сифнос, Цикладите, Гърция. Ексамбела е разположено в източната част на острова и практически е слято с градчето Аполония (Ставри).

## Личности
Родени в Ексамбела
- Николаос Целемендес (1878 – 1958), гръцки кулинар